# Ломовицк-2
Ломовицк-2 — деревня в Первомайском районе Томской области России. Входит в состав Первомайского сельского поселения. Население 251 чел. (2021) .

## География
Находится на востоке региона, в Томском Причулымье, на р. Куендат, в 7 км от районного центра Первомайское.
Уличная сеть: Дальний переулок, Школьный переулок, Новая улица, Центральная улица.

## История
В соответствии с Законом Томской области от 10 сентября 2004 года № 204-ОЗ деревня вошла в состав Первомайского сельского поселения.

## Население
| 2002 | 2010 | 2012 | 2013 | 2014 | 2015 | 2021 |
| ---- | ---- | ---- | ---- | ---- | ---- | ---- |
| 308  | ↘285 | ↘280 | ↘267 | ↘264 | ↗269 | ↘251 |

## Инфраструктура
Лесное хозяйство.

## Транспорт
Просёлочные дороги.